# نینسل
نیجنسل (به هلندی: Nijnsel) یک منطقهٔ مسکونی در هلند است که در میه‌ری‌استاد واقع شده‌است. نیجنسل ۲٬۶۰۰ نفر جمعیت دارد.